# Șerbăuți
Șerbăuți è un comune della Romania di 3 273 abitanti, ubicato nel distretto di Suceava, nella regione storica della Bucovina. 
Șerbăuți è divenuto comune autonomo nel 2005, staccandosi dal comune di Calafindești.